# Siostry wampirki
Siostry wampirki (niem. Die Vampirschwestern) – niemiecki film familijny z 2012 roku w reżyserii Wolfganga Groosa. Film jest adaptacją serii książek o tym samym tytule autorstwa Franziski Gehm.
Zdjęcia kręcono w Gelsenkirchen i Monachium. Film zarobił w Niemczech 6 960 442 dolarów.

## Opis fabuły
Dwie dwunastoletnie siostry pół-wampirki, Silvania i Dakaria Tepes, całe swoje życie spędziły w Transylwanii, skąd pochodzi ich ojciec Mihai. Teraz siostry zaczynają poznawać świat ich matki Elviry, gdyż właśnie przeprowadziły się do Bindburga i zamieszkały w domu przy alei Lipowej. Silvanii w nowym domu wszystko bardzo się podoba; dziewczyna marzy o byciu zwykłą nastolatką. Jednakże Dakaria najbardziej chciałaby być pełnokrwistym wampirem. Przypadkowe spotkanie z magiem Alim Bin Szykiem daje siostrom możliwość spełnienia ich życzeń.

## Obsada
- Marta Martin jako Silvania Tepes
- Laura Roge jako Dakaria Tepes
- Christiane Paul jako Elvira Tepes
- Stipe Erceg jako Mihai Tepes
- Michael Kessler jako Dirk van Kombast
- Richy Müller jako Ali Bin Szyk
- Jamie Bick jako Helena Steinbrück
- Xaver Wegler jako Benny Hartwig
- Hans-Peter Deppe jako dziadek Gustav
- Regine Vergeen jako babcia Rose
- Ise Strambowski jako pani Hase
- Viola von der Burg jako pani Renneberg
- Gudrun Gundelach jako nauczycielka w szkole wampirów

### Wersja polska
Opracowanie wersji polskiej: STUDIO EUROCOM

Wystąpili:
- Julia Kołakowska – Silvania Tepes
- Agnieszka Mrozińska – Dakaria Tepes
- Robert Czebotar – Mihai Tepes
- Dorota Chotecka – Elvira Tepes
- Ewa Serwa –
  - nauczycielka w szkole wampirów,
  - nauczycielka w ludzkiej szkole,
  - Babcia Rose
- Andrzej Chudy – Ali Bin Szyk
- Tomasz Gut – Dirk van Kombast
- Magdalena Kusa – Helena Steinbrück
- Leszek Filipowicz –
  - Dziadek Gustav,
  - woźny

W pozostałych rolach:
- Beniamin Lewandowski – Benny
- Jan Rotowski – Jacob Barton
- Bernard Lewandowski – Ludo Schwarzer
- Jacek Brzostyński – komisarz policji

i inni